# Aguassay collaris
Aguassay collaris är en skalbaggsart som först beskrevs av Johann Christoph Friedrich Klug 1825.  Aguassay collaris ingår i släktet Aguassay och familjen långhorningar. Inga underarter finns listade i Catalogue of Life.